# Виминациум
Виминациум (лат.: Viminacium) е античен важен граничен град на римската провинция Мизия, впоследствие Горна Мизия, който става през 68/69 г. главна квартира на римския легион VII Благороден и лоялен Клавдиев легион (Legio VII Claudia). Намира се наблизо до днешния Костолац при Пожаревац в Източна Сърбия. В него се намира и мавзолеят на римския император Гай Валенс Хостилиан Месий Квинт, или само Хостилиан. Виминациум е важен пункт на римската защита против нападащите от север варварски народи.
През 3 век градът е жертва на чумата. През 440 г. Виминациум е разрушен от хуните. Не е точно ясно дали Анастасий I или Юстиниан I го изграждат отново и го включват в Дунавския лимес.
През 584 г. градът е разрушен от аварите. През 599 г. източноримския генерал Приск има успех против аварите в тяхната територия на северния бряг на Дунав срещу Виминациум по времето на балканските походи на Маврикий.
От 25 години археолозите копаят в древното място. Открити са 10 000 гроба, извадени са и над 30 000 обекти. Затова градът се нарича понякога също Помпей на Балкана.
В града е открит гроба на римския войнишки император Хостилиан. Той е издигнат през 251 г. след смъртта на баща му Деций заедно с Требониан Гал за римски император, като управлява само няколко месеца и умира през ноември 251 г. от чума във Виминациум. Трупът му е изгорен извън града и на същото място погребан.
В града се секат медни монети за военните на Балкана през 3 век.